# Савинков, Борис Викторович
Бори́с Ви́кторович Са́винков (19 [31] января 1879, Харьков — 7 мая 1925, Москва) — русский революционер, один из лидеров партии эсеров, руководитель Боевой организации партии эсеров, глава Союза защиты Родины и Свободы и Русского политического комитета. Участник Белого движения, писатель (прозаик, поэт, публицист, мемуарист; литературный псевдоним — В. Ропшин). В рамках советской историографии считался террористом.
Известен также под псевдонимами «Б. Н.», Вениамин, Галлей Джемс, Крамер, Ксешинский, Павел Иванович, Роде Леон, Субботин Д. Е., Ток Рене, Томашевич Адольф, Чернецкий Константин.

## Биография

### Детство и юность
Отец, Виктор Михайлович, — товарищ прокурора окружного военного суда в Варшаве, за либеральные взгляды уволенный в отставку, умер в 1905 в психиатрической лечебнице; мать, Софья Александровна, урождённая Ярошенко (1852/1855—1923, Ницца), сестра художника, генерала Н. А. Ярошенко — журналистка и драматург, автор хроники революционных мытарств своих сыновей (писала под псевдонимом С. А. Шевиль).
Старший брат Александр — социал-демократ, был сослан в Сибирь, покончил с собой в якутской ссылке в 1904 году; младший, Виктор — офицер русской армии (1916—1917), журналист, художник, участник выставок «Бубнового валета», масон.
Сёстры: Вера (1872—1942; в замужестве Мягкова) — учительница, критик, сотрудник журнала «Русское богатство»; София (1887/1888 — после 1938; в замужестве Туринович) — эсерка, эмигрантка; Надежда (?—1918/1920; в замужестве Майдель). Вместе с мужем Владимиром Христофоровичем фон Майделем расстреляна в Таганроге большевиками «за систематическую агитацию против Советской власти».
Савинков учился в гимназии в Варшаве (в один период с И. П. Каляевым), затем в Петербургском университете, из которого исключён за участие в студенческих беспорядках. Некоторое время получал образование в Германии.
В 1897 году Савинков был арестован в Варшаве за революционную деятельность. В 1898 году входил в социал-демократические группы «Социалист» и «Рабочее знамя». В 1899 году арестован, вскоре освобождён. В том же году женился на Вере Глебовне Успенской, дочери писателя Г. И. Успенского, имел от неё двух детей. Печатался в газете «Рабочая мысль». В 1901 году работал в группе пропагандистов в «Петербургском союзе борьбы за освобождение рабочего класса». В 1901 году был арестован, а в 1902 году выслан в Вологду, где непродолжительное время работал секретарём консультации присяжных поверенных при Вологодском окружном суде.

### Лидер Боевой организации

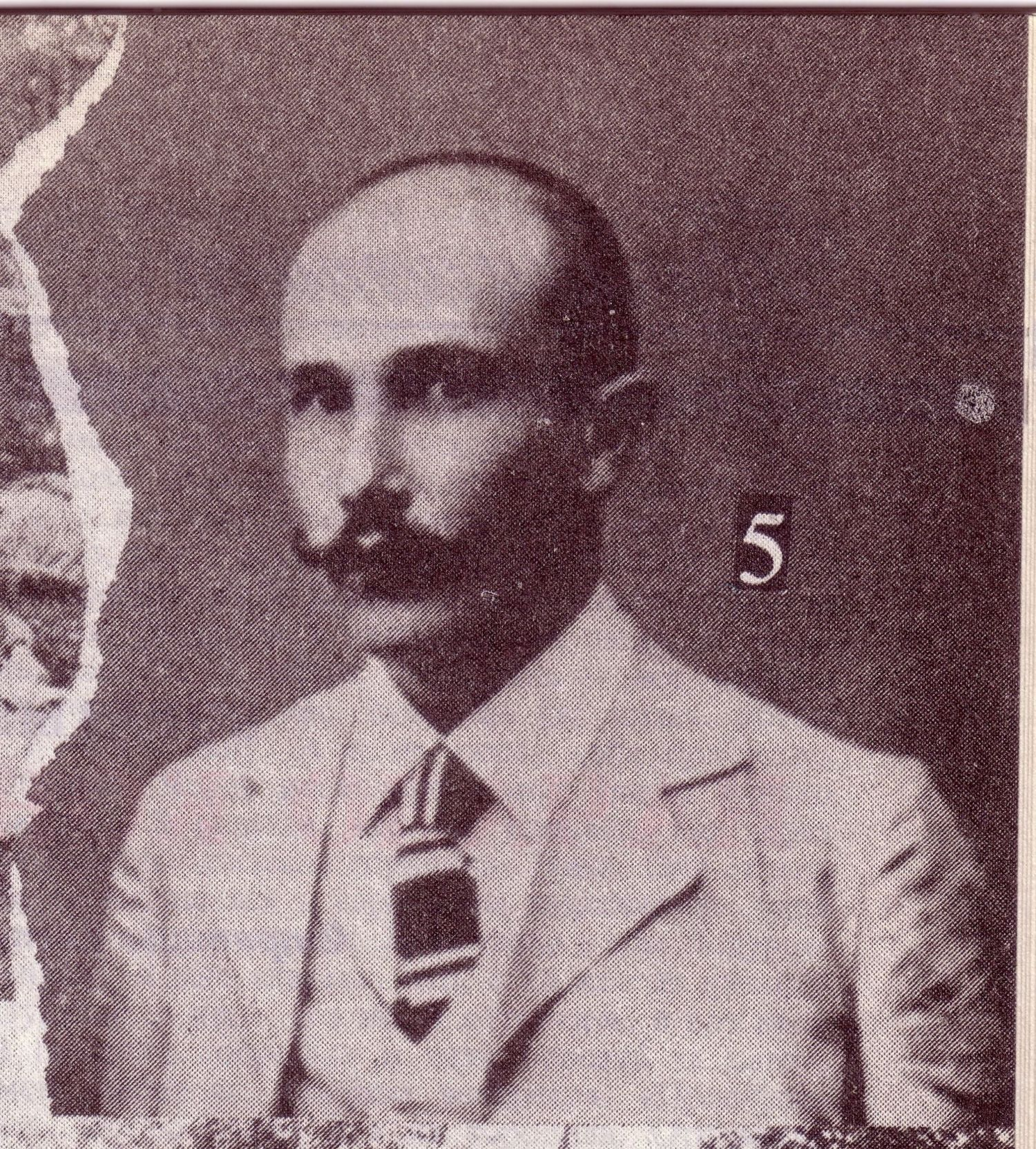
Фрагмент коллективного фото: молодой Савинков в апреле-мае 1903 г., в Вологде. Автор фотографии вологодский фотохудожник Ливерий Викторович Раевский, имел собственное фотоателье по адресу: Вологда, ул. Малая Петровка, д. 2.

В июне 1903 года Савинков бежал из ссылки в Женеву, где вступил в партию эсеров и вошёл в её Боевую организацию. Принимал участие в подготовке ряда террористических актов на территории России: убийство министра внутренних дел В. К. Плеве, московского генерал-губернатора великого князя Сергея Александровича, покушения на министра внутренних дел И. Н. Дурново и на московского генерал-губернатора Ф. В. Дубасова.
Савинков стал заместителем руководителя Боевой организации Евно Азефа, а после его разоблачения — руководителем. Вместе с Азефом выступил инициатором убийства священника Георгия Гапона, заподозренного в сотрудничестве с Департаментом полиции.
В 1906 году Савинков в Севастополе готовил убийство командующего Черноморским флотом адмирала Чухнина. Был арестован полицией, заключен в Севастопольскую тюрьму и приговорён к смертной казни, но бежал в Румынию. Адвокатом Савинкова был В. А. Жданов.
В ночь после побега Савинков написал следующее, отпечатанное в большом количестве экземпляров, извещение:
В ночь на 16 июля, по постановлению боевой организации партии социалистов-революционеров и при содействии вольноопределяющегося 57 Литовского полка В. М. Сулятицкого, освобождён из-под стражи содержавшийся на главной крепостной гауптвахте член партии социалистов-революционеров Борис Викторович Савинков.
Севастополь, 16 июля 1906 г.

### Эмиграция
Из Румынии через Венгрию переправился в Базель, потом в Гейдельберг в Германии. В Париже зимой 1906—1907 года Савинков познакомился с Д. С. Мережковским и З. Н. Гиппиус, ставшими его литературными покровителями. Основной литературный псевдоним Савинкова — В. Ропшин — был «подарен» ему Гиппиус, раньше выступавшей под ним. В 1909 году написал книгу «Воспоминания террориста», в том же году опубликовал повесть «Конь бледный», в 1914 году — роман «То, чего не было». Эсеры скептически восприняли литературную деятельность Савинкова, видя в ней политические памфлеты, и требовали его изгнания из своих рядов.
После разоблачения Азефа в конце 1908 года Савинков, долгое время не веривший в его провокаторскую деятельность и выступавший его защитником на эсеровском «суде чести» в Париже, пытался возродить Боевую организацию (однако ни одного успешного теракта в этот период организовать не удалось) и занимался этим вплоть до её роспуска в 1911 году, после чего уехал во Францию и занялся прежде всего литературной деятельностью. В 1912 году от второго брака с Евгенией Ивановной Зильберберг у Савинкова родился сын Лев, впоследствии писатель, участник интербригад в Испании и Движения Сопротивления; после Второй мировой войны — масон, придерживался просоветских настроений, собирался вернуться на родину.
После начала Первой мировой войны Савинков «устремляется в Париж», где «благодаря своим связям получает удостоверение военного корреспондента». Его корреспонденции публиковалась в газетах «Биржевые ведомости», «День», «Речь». Годы войны Савинков провёл с ощущением политического бездействия и чувством, что у него «перебиты крылья» (из письма к М. А. Волошину).

### Во временном правительстве

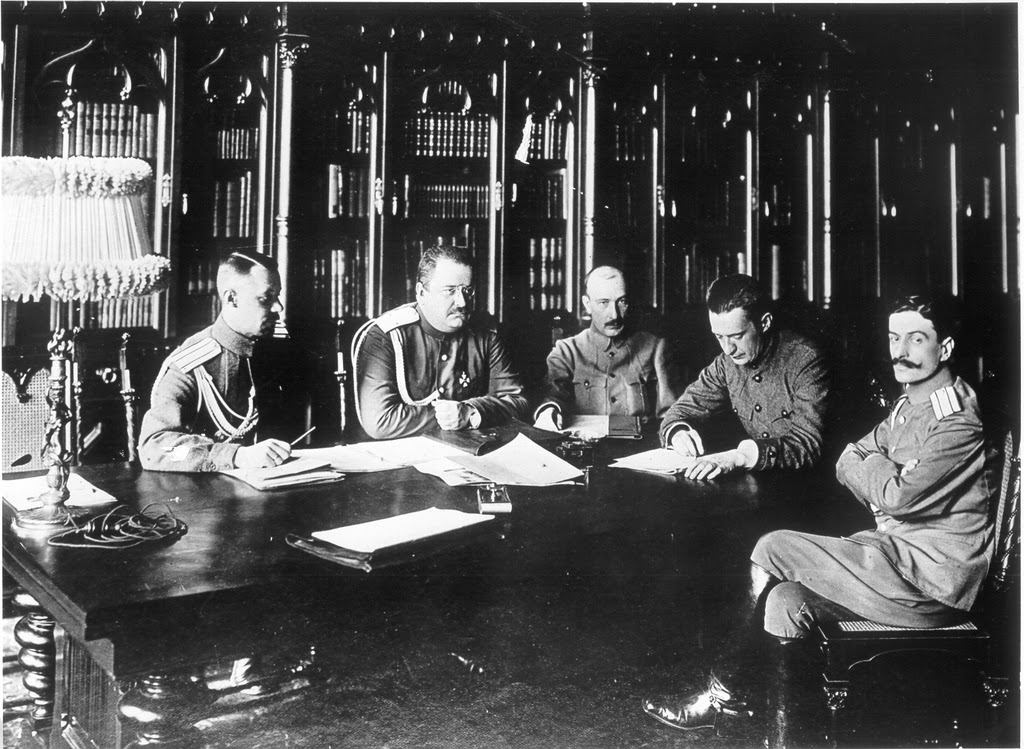
Военный министр Керенский со своими помощниками. Слева направо: полковник В. Л. Барановский, генерал-майор Якубович, Б. В. Савинков, А. Ф. Керенский и полковник Туманов.

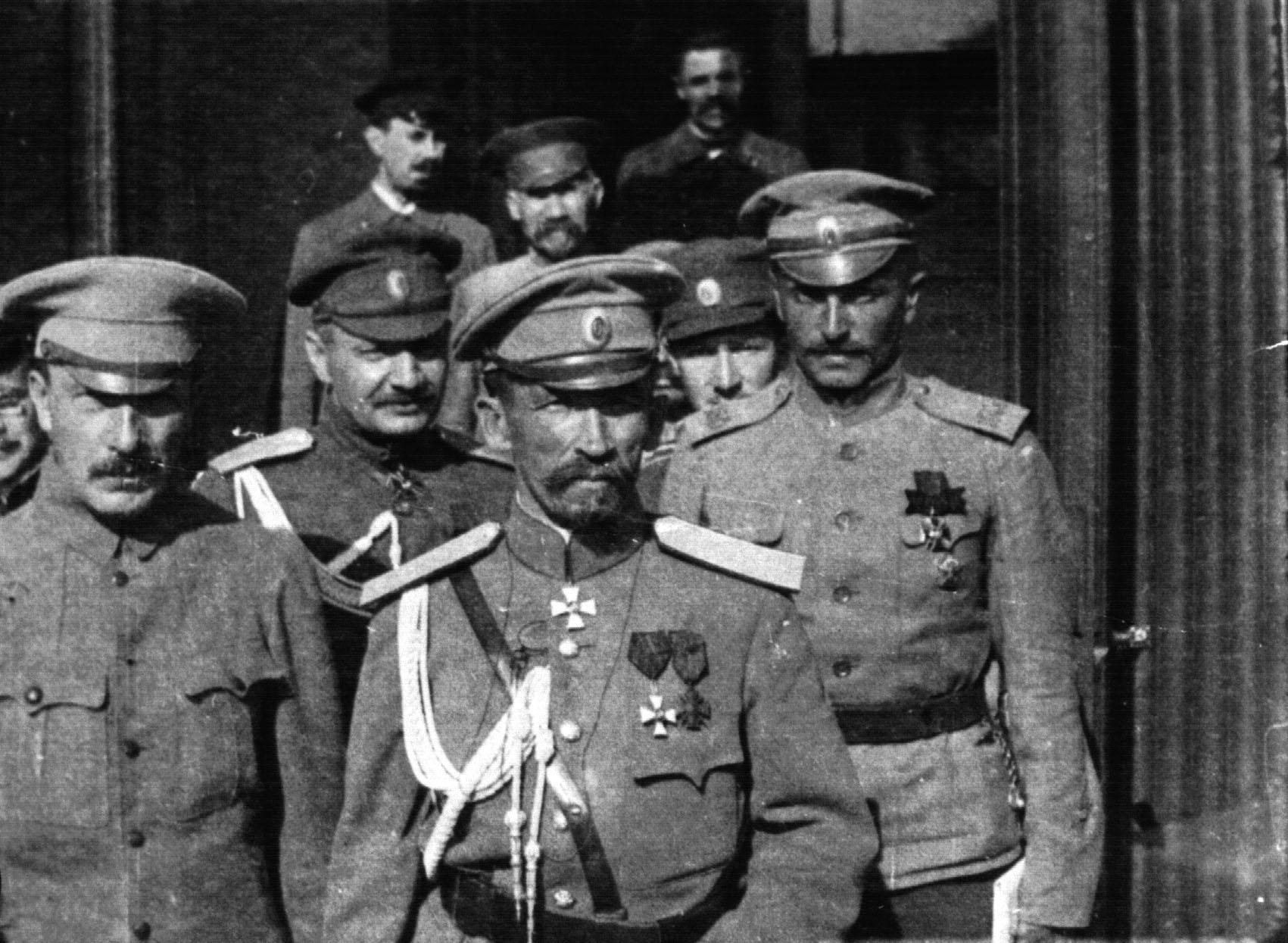
Генерал Корнилов и его военный персонал. Савинков — крайний слева

После Февральской революции Савинков вернулся в Россию 9 апреля 1917 года и возобновил политическую деятельность: он был назначен комиссаром Временного правительства в 7-й армии, а 28 июня — комиссаром Юго-Западного фронта. Савинков активно выступал за продолжение войны до победного конца. Был «всей душой с Керенским» (письмо Гиппиус от 2 июля). Поддержал генерала Корнилова в его решении 8 июля ввести смертную казнь на Юго-Западном фронте. В середине июля Савинков советовал Керенскому заменить генерала Брусилова Корниловым на посту Главковерха, обосновывая это тем, что Корнилов заслужил доверие офицерства.
В том же месяце Савинков стал управляющим военного министерства и товарищем военного министра (военным министром был сам премьер Керенский). Волошин в письме к нему утверждал, что судьба хранит Савинкова для «чрезвычайной» роли, и что он скажет «одно из последних слов в русской смуте».
22 августа 1917 года по указанию Керенского прибыл в Ставку для переговоров с Корниловым. Согласовав ряд вопросов, Савинков уехал в Петроград.
27 августа 1917 года при наступлении Корнилова на Петроград был назначен военным губернатором Петрограда и исполняющим обязанности командующего войсками Петроградского военного округа. Предложил Корнилову подчиниться Временному правительству, но 30 августа подал в отставку, не согласный с изменениями в политике Временного правительства.
Был вызван в ЦК партии эсеров для разбирательства по так называемому «корниловскому делу». На заседание не явился, посчитав, что партия больше не имеет «ни морального, ни политического авторитета», за что и был исключён из партии 9 октября 1917 года.
На Демократическом совещании 22 сентября Савинков был избран во Временный совет Российской республики (Предпарламент) как депутат от Кубанской области и вошёл в состав его секретариата.

### Борьба с большевиками
Октябрьскую социалистическую революцию встретил враждебно и считал, что «Октябрьский переворот не более как захват власти горстью людей, возможный только благодаря слабости и неразумию Керенского». Пытался помочь осаждённому в Зимнем дворце Временному правительству, вёл об этом переговоры с генералом М. В. Алексеевым. Уехал в Гатчину, где был назначен комиссаром Временного правительства при отряде генерала П. Н. Краснова. Позднее на Дону принимал участие в формировании Добровольческой армии, входил в антисоветский Донской гражданский совет.
В феврале—марте 1918 года создал в Москве на базе организации гвардейских офицеров подпольный контрреволюционный «Союз защиты Родины и Свободы», включавший около 800 человек. Целями этой организации было свержение советской власти, установление военной диктатуры и продолжение войны с Германией. Были созданы несколько военизированных группировок. В конце мая заговор в Москве был раскрыт, многие его участники арестованы.
После подавления мятежей против советской власти в Ярославле, Рыбинске и Муроме летом 1918 года скрылся в занятую Каппелем Казань, но там не остался. Некоторое время состоял в отряде В. О. Каппеля. Потом приехал в Уфу, некоторое время рассматривался кандидатом на пост министра иностранных дел в составе Совета министров Временного Всероссийского правительства («Уфимской Директории»). По поручению председателя Директории Н. Д. Авксентьева уехал с военной миссией во Францию (длинным путём через Владивосток, Японию, Сингапур и Индию).
В 1919 году вёл переговоры с правительствами Антанты о помощи Белому движению. Входил в руководство Русского политического совещания в Париже. Савинков искал всевозможных союзников — встречался лично с Юзефом Пилсудским и Уинстоном Черчиллем.
В 1919 году скрывался от большевиков на квартире родителей Юрия Анненкова на Петроградской стороне (угол Большой Зелениной улицы и Геслеровского переулка). Портреты Савинкова на небольших плакатах с обещанием хорошего вознаграждения были расклеены советским правительством по всему городу.
Состоял в масонских ложах в России (с 1917) и в эмиграции (с 1922). Масоном был и его брат Виктор. Савинков был членом лож «Братство», «Братство народов», «Тэба», входил в предварительный комитет по учреждению русских лож в Париже.

### В Польше
Во время Советско-польской войны 1920 года Савинков, обосновавшись в Варшаве (куда приехал по приглашению главы Польши Юзефа Пилсудского), создал под своим председательством так называемый «Эвакуационный комитет», затем переименованный в «Русский политический комитет». В комитет, помимо Савинкова, входили Д. Философов, А. Дикгоф-Деренталь, В. Ульяницкий, Д. Одинец, В. Португалов и другие. Участвовал в создании 3-й русской армии и антисоветских военных отрядов под командованием Станислава Булак-Балаховича. Вместе с Мережковскими издавал в Варшаве газету «За свободу!». В этот период Савинков старался представить себя вождём всех антибольшевистских крестьянских восстаний, объединяемых под названием «зелёного» движения.
В октябре 1921 года был выслан из Польши.
10 декабря 1921 года в Лондоне Савинков тайно встретился с большевистским дипломатом Леонидом Красиным. Красин считал желательным и возможным сотрудничество Савинкова с коммунистами. Савинков сказал, что наиболее разумным было бы соглашение правых коммунистов с «зелёными» при выполнении трёх условий: 1) уничтожения ЧК, 2) признания частной собственности и 3) свободных выборов в советы, в противном же случае все коммунисты будут уничтожены восстающими крестьянами. Красин на это ответил, что ошибочно считать, что в РКП(б) существуют разногласия и «правое крыло», а крестьянское движение — не так страшно, но обещал передать мысли Савинкова своим друзьям в Москве. В последующие дни Савинков приглашался к Уинстону Черчиллю (в то время министру колоний) и премьер-министру Великобритании Дэвиду Ллойд Джорджу, которым рассказал о беседе с Красиным и сообщил свои соображения о трёх условиях, предлагая выдвинуть их в качестве условия признания Советского правительства Британией. О своих переговорах Савинков сообщил в длинном письме Пилсудскому, впоследствии опубликованном.
Порвав с белым движением, Савинков искал связей с националистическими течениями. Он встречался с итальянским лидером Бенито Муссолини в 1922—1923 годах. Однако в конце концов Савинков оказался в полной политической изоляции, в том числе и от эсеров. В это время он занялся работой над повестью «Конь вороной», осмысляющей итоги Гражданской войны.

### Приезд в СССР, арест и смерть

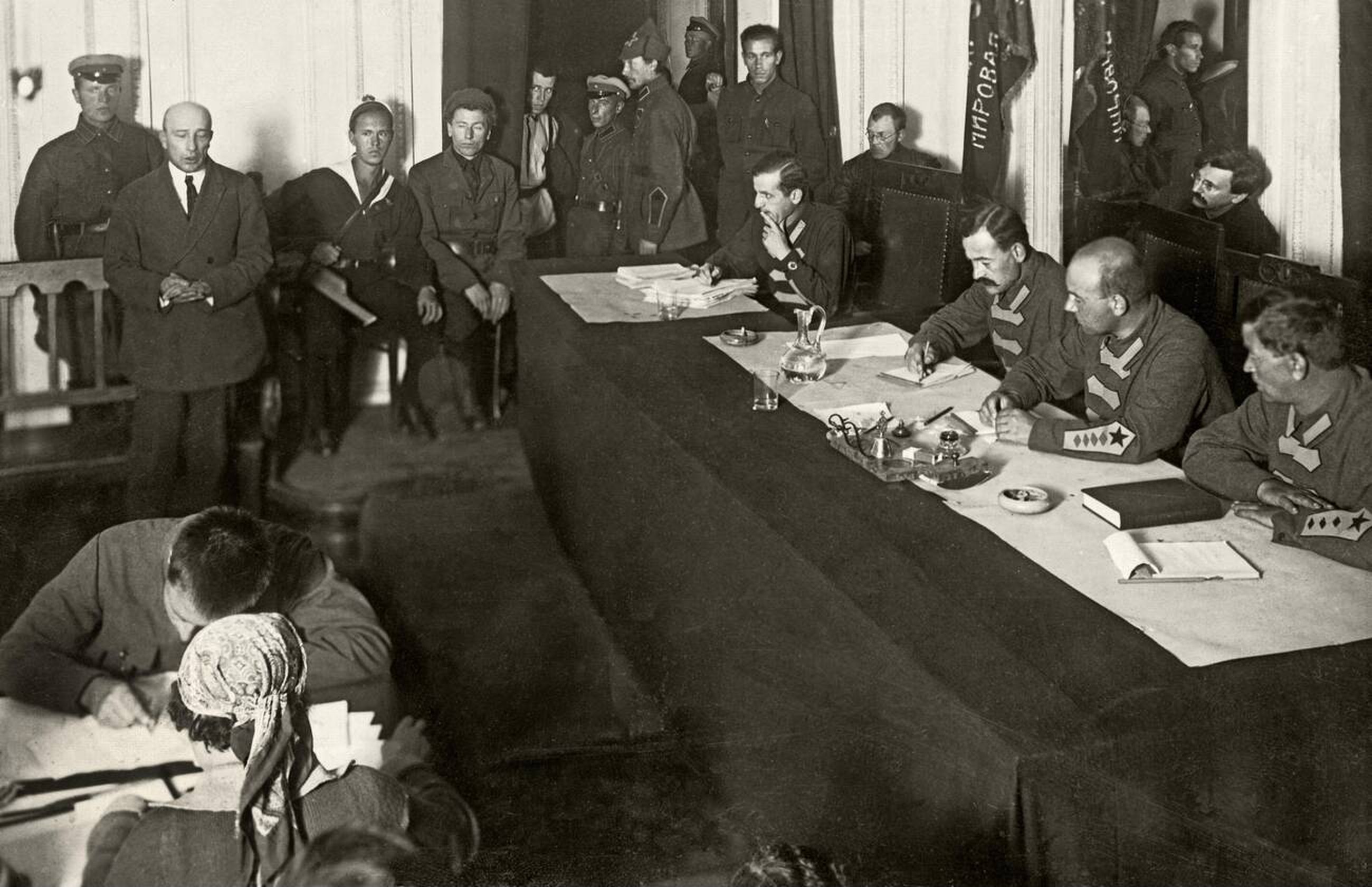
Процесс над Б. В. Савинковым, 1924 г. (Савинков стоит слева, у стены сидит В. Р. Менжи́нский)

В начале августа 1924 года Савинков нелегально приехал в СССР, куда был завлечён в результате разработанной ОГПУ операции «Синдикат-2». 16 августа в Минске был арестован вместе со своей любовницей Любовью Ефимовной Дикгоф и её мужем А. А. Дикгофом. На суде Савинков признал свою вину и поражение в борьбе против советской власти. Свои показания он начал так:

Я, Борис Савинков, бывший член Боевой организации Партии социалистов-революционеров, друг и товарищ Егора Созонова и Ивана Каляева, участник убийств Плеве, великого князя Сергея Александровича, участник многих террористических актов, человек, всю жизнь работавший только для народа, во имя его, обвиняюсь ныне рабоче-крестьянской властью в том, что шёл против русских рабочих и крестьян с оружием в руках.

Военная коллегия Верховного суда СССР 29 августа 1924 приговорила его к высшей мере наказания — расстрелу. Верховный суд ходатайствовал перед Президиумом ЦИК СССР о смягчении приговора. Ходатайство было удовлетворено, расстрел заменён лишением свободы на 10 лет.
В тюрьме Савинков имел возможность заниматься литературным трудом, по некоторым[каким?] данным имел гостиничные условия. В это время он писал:

После тяжкой и долгой кровавой борьбы с вами, борьбы, в которой я сделал, может быть, больше, чем многие другие, я вам говорю: я прихожу сюда и заявляю без принуждения, свободно, не потому, что стоят с винтовкой за спиной: я признаю безоговорочно Советскую власть и никакой другой.

Савинков написал и послал письма некоторым руководителям белой эмиграции с призывом прекратить борьбу против Советского Союза.
По официальной версии, 7 мая 1925 года в здании ВЧК на Лубянке Савинков покончил жизнь самоубийством. Воспользовавшись отсутствием оконной решётки в комнате, где он находился по возвращении с прогулки, Борис Савинков выбросился из окна пятого этажа во двор. Однако, согласно современным публикациям Александра Солженицына и других[кого?], Савинков был убит в тюрьме сотрудниками ОГПУ.
В книге A.И. Солженицына «Aрхипелаг Гулаг» сказано "Так после первой загадки возвращения был бы второю загадкою несмертный этот приговор, если бы в мае 1925 года не покрыт был третьею загадкой: Савинков в мрачном настроении выбросился из неогражденного окна во внутренний двор Лубянки, и гепеушники, ангелы-хранители, просто не управились подхватить и спасти его крупное тяжелое тело. Однако оправдательный документ на всякий случай (чтобы не было неприятностей по службе) Савинков им оставил, разумно и связно объяснил, зачем покончил с собой — и так верно, и так в духе и слоге Савинкова письмо было составлено, что даже сын умершего Лев Борисович вполне верил и всем подтверждал в Париже, что никто не мог написать этого письма, кроме отца, что кончил с собою отец в сознании политического банкротства. И мы-то, мы, дурачье, лубянские поздние арестанты, доверчиво попугайничали, что железные сетки над лубянскими лестничными пролетами натянуты с тех пор, как бросился тут Савинков. Так покоряемся красивой легенде, что забываем: ведь опыт же тюремщиков международен! Ведь сетки также в американских тюрьмах были уже в начале века — а как же советской технике отставать? В 1937 году, умирая в колымском лагере, бывший чекист Артур Прюбель рассказал кому-то из окружающих, что он был в числе тех четырех, кто выбросили Савинкова из окна пятого этажа в лубянский двор! (И это не противоречит нынешнему повествованию Ардаматского: этот низкий подоконник, почти как у двери балконной, а не окна, — выбрали комнату! Только у Ардаматского ангелы зазевались, а по Прюбелю — кинулись дружно.) Так вторая загадка — необычайно милостивого приговора, развязывается грубой третьей. Слух этот глух, но меня достиг, а я передал его в 1967 году М. Н. Якубовичу, и тот с сохранившейся еще молодой оживленностью, с заблескивающими глазами воскликнул: «Верю! Сходится! А я-то Блюмкину не верил, думал, что хвастает». Разъяснилось: в конце 20-х годов под глубоким секретом рассказывал Якубовичу Блюмкин, что это он написал так называемое предсмертное письмо Савинкова, по заданию ГПУ. Оказывается, когда Савинков был в заключении, Блюмкин был постоянно допущенное к нему в камеру лицо он «развлекал» его вечерами. (Почуял ли Савинков, что это смерть к нему зачастила — вкрадчивая, дружественная смерть, от которой никак не угадаешь формы гибели?) Это и помогло Блюмкину войти в манеру речи и мысли Савинкова, в круг его последних мыслей. Спросят: а зачем из окна? А не проще ли было отравить? Наверно, кому-нибудь останки показывали или предполагали показать. "
В книге Е. А. Кочемировской «50 знаменитых самоубийц» приводится отчёт непосредственного свидетеля гибели Савинкова — В. И. Сперанского:

В комнате были Савинков, т. Сыроежкин и т. Пузицкий, последний из комнаты на некоторое время выходил… Я взглянул на свои часы — было 23 часа 20 минут, и в этот самый момент около окна послышался какой-то шум, что-то очень быстро мелькнуло в окне, я вскочил с дивана, и в это время из двора послышался как бы выстрел. Передо мной мелькнуло побледневшее лицо т. Пузицкого и несколько растерянное лицо т. Сыроежкина, стоявшего у самого окна. Т. Пузицкий крикнул: «Он выбросился из окна… надо скорее тревогу…» и с этими словами выбежал из комнаты…

Место захоронения Б. Савинкова неизвестно.

## Семья
- Первая супруга — Вера Глебовна Успенская (1877—1942), дочь писателя Глеба Успенского, сестра Бориса Успенского, также задействованного в террористической деятельности. С 1935 года в ссылке. После возвращения умерла от голода во время блокады Ленинграда.
  - Сын — Виктор Борисович Успенский (Савинков) (1900—1934) арестован в числе 120 заложников за убийство Кирова, 29 декабря приговорен к высшей мере наказания, расстрелян. Его жена (с 1934) — Нина Александровна Бельская.
  - Дочь — Татьяна Борисовна Успенская-Борисова (Савинкова) (1901—1981[18]). Муж (с 1922 г.) — Георгий Александрович Борисов (1900—1961). В 1938 году арестован, срок отбывал в Норильлаге[19]. Дети: Алексей (пропал без вести на фронте), Ольга, Мария. С началом Великой Отечественной войны Татьяна Борисовна была эвакуирована с детьми в Омск, работала на биофабрике. В 1944 году выехала с детьми к мужу в Норильск.
- Вторая супруга — Евгения Ивановна Зильберберг (род. 1883/5, Елисаветград, ум. 1942, Нейи-сюр-Сен, Франция), сестра террориста Льва Зильберберга. Савинков был её вторым мужем. После смерти Савинкова Евгения Ивановна вышла замуж за Юрия Ширинского-Шихматова.
  - Сын — Лев Борисович Савинков (1912—1987), поэт, прозаик, журналист. Во время гражданской войны в Испании — капитан республиканской армии, был тяжело ранен (его упоминает Эрнест Хемингуэй в романе «По ком звонит колокол»). Во Второй мировой войне воевал во французском Сопротивлении. Похоронен на кладбище Сент-Женевьев-де-Буа.

## Савинков как писатель
Литературным творчеством Савинков начал заниматься с 1902 года. Его первые рассказы 1902—1903 гг. обнаруживают влияние Станислава Пшибышевского и вызвали отрицательный отзыв Максима Горького. Уже в 1903 году у Савинкова (рассказ «В сумерках») появляется его лейтмотив — революционер, испытывающий отвращение к своей деятельности, ощущающий греховность убийства. Впоследствии Савинков-литератор будет постоянно спорить с Савинковым-революционером, а две стороны его деятельности влиять друг на друга (так, отторжение эсерами своего бывшего вождя связано во многом именно с его литературным творчеством).
В 1905—1909 Савинков выступает как мемуарист, автор написанных по горячим следам очерков о товарищах по БО и знаменитых терактах; эти очерки составили основу книги «Воспоминания террориста» (первая полная публикация — 1917—1918, переиздавалась неоднократно). Революционер Н. С. Тютчев утверждал, что Савинков-литератор в мемуарах «убивает» Савинкова-революционера, критикуя за неправдоподобие ряд пассажей, например, когда убитый Сазонов «полулежал на земле, опираясь рукой о камни»; «Воспоминания» обстоятельно критически разбирал М. Горбунов (Е. Е. Колосов).
В 1907 году парижское знакомство с Мережковскими определяет всю дальнейшую литературную деятельность Савинкова. Он знакомится с их религиозными идеями и взглядами на революционное насилие. Под влиянием Мережковских (и при основательной редактуре Зинаиды Гиппиус, предложившей псевдоним «В. Ропшин» и заглавие) написана его первая повесть «Конь бледный» (опубликована в 1909). В основе сюжета — реальные события: убийство Каляевым (под руководством Савинкова) великого князя Сергея Александровича. Событиям придана сильная апокалиптическая окраска (заданная названием), проводится психологический анализ обобщённого типа террориста, близкого к «сильному человеку» Ницше, но отравленного рефлексией; стилистика книги отражает влияние модернизма. Повесть вызвала резкую критику эсеров, которые сочли образ главного героя клеветническим (это подпитывалось и тем, что Савинков до последнего выступал защитником разоблачённого в конце 1908 г. Евно Азефа).
Роман Савинкова «То, чего не было» (1912—1913, отдельное издание — 1914; вновь схожая реакция радикальной критики и товарищей по партии) уже учитывает тематику провокации, слабости вождей революции и греховности террора; главный герой — «кающийся террорист».
В 1910-х годах Савинков эпизодически выступает как поэт, печатаясь в ряде журналов и сборников; его стихи варьируют ницшеанские мотивы ранней прозы. При жизни он не собрал своих стихов; посмертный сборник «Книга стихов» (Париж, 1931) издан Зинаидой Гиппиус. Владислав Ходасевич, в этот период литературный враг Гиппиус, счёл, что в стихах Савинкова «трагедия террориста низведена до истерики среднего неудачника»; но и близкий к эстетическим взглядам Мережковских Георгий Адамович констатировал «обмельчавший байронизм» и «охлаждённый слог» поэзии Савинкова.
В 1914—1923 годах Савинков печатал почти исключительно публицистику и очерки: «Во Франции во время войны» (1916—1917), «Из действующей армии» (1918), «К делу Корнилова» (1919), «За родину и свободу», «Борьба с большевиками», «На пути к „третьей“ России» (1920), «Накануне новой революции», «Русская народная добровольческая армия в походе» (1921).
В 1923 году в Париже написал повесть «Конь вороной». Это продолжение «Коня бледного», с тем же главным героем и той же апокалиптической символикой; действие происходит в годы гражданской войны на фронте и в тылу. Герой в данном романе именуется «полковником Жоржем». Основой сюжета первой части повести стал поход Булак-Балаховича осенью 1920 года на Мозырь, в ходе этого похода Савинков командовал Первым полком. Вторая часть написана со слов полковника Сергея (Сержа) Павловского, в 1921 году назначенного Савинковым начальником всех «партизанских и повстанческих отрядов в полосе польской границы». В третьей части используются описания подпольной работы Павловского в советской Москве в 1923 году.
Последняя книга Савинкова — написанные в тюрьме Лубянки «Рассказы», сатирически изображающие жизнь русских эмигрантов.

## Сочинения
- Конь бледный. — Ницца, 1913.
- То, чего не было. — 3-е изд. — М.: Задруга, 1918.
- Из действующей армии. М.: «Задруга», 1918
- К делу Корнилова. — Париж, 1919.
- На пути к "Третьей" России. За Родину и Свободу.. — Варшава, 1920.
- Борьба с большевиками. — 1925.
- Конь вороной. — Париж, 1923; Л., 1924.
- В тюрьме (Предисловие А. В. Луначарского). — М., 1925.
- Последние помещики. М., «Огонёк», 1925
- В тюрьме. М., «Огонёк», 1926
- Посмертные статьи и письма. — М., 1926.
- Воспоминания террориста (Предисловие Ф. Кона). — 3-е изд. — Х., 1928.
- Избранное. — Л., 1990.
- То, чего не было. — М., Худож. литература, 1990. — 400 с., 100 000 экз.
- Воспоминания террориста. — М., 1991.
- Записки террориста. — М., 2002.
- «Душевно ваш В. Ропшин…»
- Почему я признал Советскую власть?

## Память
- В 2018 году в Варшаве была названа улица в честь Бориса Савинкова[23].

## В культуре

### В художественной литературе

#### В качестве прототипа
- террорист Дудкин в романе «Петербург» Андрея Белого[24],
- террорист Высоков в «Жизни и гибели Николая Курбова» Ильи Эренбурга[25],
- заговорщик Саввин в романе «Не прощаюсь» Бориса Акунина.
- «человек с булавочкой-черепом» в романе А. Н. Толстого «Хождение по мукам»[26].

#### Под своим именем
- «В розовом блеске» Алексея Ремизова[27],
- «Азеф» Романа Гуля[28],
- «Возмездие» Василия Ардаматского,
- «Горение» Юлиана Семёнова
- «Сотворение мира» Виталия Закруткина

### Фильмы
- "История одного разочарования (1924),
- «Выборгская сторона» (1938),
- «Незабываемый 1919 год» (1951),
- «Чрезвычайное поручение» (1965),
- «Крах» (1968),
- «Синдикат-2». Мини-сериал (6 серий) 1980 года,
- «20 декабря» (1981),
- «Исчадье ада» (1991, реж. Василий Панин). По мотивам повести «Конь бледный»,
- «Всадник по имени Смерть» (2004, реж. Карен Шахназаров). По мотивам книг Савинкова «Воспоминания террориста» и «Конь бледный»,
- «Столыпин… Невыученные уроки» (2006, реж. Юрий Кузин). Основан во многом на автобиографическом произведении Б. Савинкова «Воспоминания террориста».

#### Киновоплощения
- Зигфрид Шуренберг («Lockspitzel Asew», Германия, 1935)
- Дмитрий Дудников («Выборгская сторона», 1938)
- Всеволод Санаев — («Незабываемый 1919 год», 1951, в титрах не указан)
- Владимир Эренберг («В дни Октября», 1958)
- Семён Соколовский («Чрезвычайное поручение», 1965)
- Владимир Самойлов («Крах», 1968)
- Сергей Полежаев («Петерс», 1972)
- Кристиан Рист («Azev: le tsar de la nuit», Франция, 1975)
- Георгий Шахет («Хождение по мукам», 1977)
- Александр Пороховщиков («Особых примет нет», 1978 «Крах операции „Террор“», 1980)
- Владимир Головин («20 декабря», 1981)
- Евгений Лебедев («Синдикат-2», 1981)
- Клайв Меррисон («Рейли: король шпионов», 1983)
- Георгий Тараторкин («Исчадье ада», 1991)
- Алексей Серебряков («Империя под ударом», 2000)
- Андрей Панин («Всадник по имени Смерть», 2004)
- Алексей Девотченко (Столыпин… Невыученные уроки, 2006)
- Александр Галибин («Хождение по мукам», 2017)

### В компьютерных играх
- В модификации Kaiserreich: Legacy of the Weltkrieg к исторической стратегии Hearts of Iron 4 — один из возможных лидеров России.

### В музыке
Есть различные песни, посвященные Борису Савинкову:
- «Последний Патрон» — Борис Савинков

(1999, Тюмень, Игорь «Джеф» Жевтун) Видео на YouTube.
- «Горгаз»(Сергиев Посад) — Савинков Видео на YouTube.
- «Insolentia» — Савинков («Горгаз» cover) Видео на YouTube.
- «Дезертиры» — Савинков

(на стихи А. Широпаева) Видео на YouTube.
- «Окоп» — Савинков[30] Видео на YouTube.
- «МБ Пакет» — Савинков

Также существуют песни на стихи Бориса Савинкова:
- «Виселица» — Который звал себя Я

(Панк-рок группа, близкая к НБП) Видео на YouTube.
- «Виселица» — Радость Видео на YouTube.
- «Виселица» — Нет Родины Видео на YouTube.
- Александр Кампен — Небесный град

(музыка — Ігоря Шептала) Видео на YouTube.
- «Нагноение» — Сны Видео на YouTube.
- «Нагноение» — Гильотина Видео на YouTube.
- «Нагноение» — Благослови мою смерть Видео на YouTube.
- «Нагноение» — А он висел… Видео на YouTube.
- «Нагноение» — Безумие Видео на YouTube.
- «Нагноение» — Радость от убийства Видео на YouTube.

(«Нагноение» — московская треш метал группа.)